# Ana Margarida de Diepholz
Ana Margarida de Diephloz (Hanôver, 22 de julho de 1580 — Butzbach, 9 de agosto de 1629) foi a primeira esposa do conde Filipe III de Hesse-Butzbach.

## Família
Ana Margarida era a única filha do conde Frederico de Diephloz e da sua esposa, a condessa Anastásia de Waldeck-Landau. Os seus avós paternos eram o conde Rudolfo de Diepholz e a condessa Margarida de Hoya. Os seus avós maternos eram o conde João I de Waldeck-Landau e a condessa Ana de Lippe.

## Casamento
Ana Margarida casou-se com o conde Filipe III de Hesse-Butzbach no dia 29 de julho de 1610. O casal não teve filhos.